# Andreas Eschbach
Andreas Eschbach (Ulm, Alemania - 15 de septiembre de 1959) es un escritor alemán. Comenzó a estudiar ingeniería aeronáutica en Stuttgart, pero no terminó estos estudios, se puso a trabajar como programador y fundó su propia empresa de informática, antes de que el éxito de sus libros le permitiese escribir a tiempo completo. 

## Obras
Su primera novela, Los tejedores de cabellos (1995) ganó el Grand Prix de l'Imaginaire y premios SFCD y Bob Morane. Ha sido traducida al español, francés, italiano, polaco, checo e inglés.
Su segunda novela, Solarstation (1996), ganó los premios Kurd Lasswitz y SFCD. Ha sido traducida al español, francés y al italiano.
Su tercer libro, El vídeo Jesús (1998) ganó los premios Kurd Lasswitz y Deutscher Science Fiction. Se convirtió en un best seller internacional. Se ha traducido al español, inglés, francés, italiano y japonés.
Desde entonces, la publicación de cada nueva novela de Eschbach ha supuesto un acontecimiento literario en Alemania. [cita requerida]

### Otras obras
- Kelwitts Stern (1999): premio Kurd Lasswitz.
- Quest (2001): premio Kurd Lasswitz; traducida al francés.
- Eine Billion Dollar (2001).
- Exponentialdrift (2003).
- Der Letzte seiner Art (2003).
- Ein König für Deutschland (2009).
- Herr aller Dinge (2011).
- Todesengel (2013).
- Teufelsgold (2016).
- NSA – Nationales Sicherheits-Amt (2018).
- Eines Menschen Flügel (2020).

### Obras juveniles
- Perfect Copy (2002).
- Die seltene Gabe (2004).
- Das Marsprojekt (2004+).